# 501(c)組織
501(c)組織（英語：501(c) organization）是指在美國依據《國內稅收法典》中501(c)章節而成立的聯邦法律體系下的非營利組織，其涵蓋了29種以上可以免繳聯邦所得稅的非營利組織。第503至505節規定了獲得此類豁免的要求。而美國部分州也參考501(c)章節製訂了可以免除本州州稅組織的定義。501(c)組織可以從個人、公司及工會處獲得不受限制的捐款。
例如，如果一個非營利組織的主要活動是慈善、宗教、教育、科學、文學、公共安全測試、促進業餘體育賽事、防止虐待兒童或虐待動物，那麼它們可以依據501(c)章節而獲得免除聯邦所得稅的待遇。

## 主要類型
根據美國國稅局《第557號出版物》的“組織參考圖表”部分，以下是展示了各501(c)組織類型與其相應描述的精確列表。
| 类型       | 描述                                                                                               |
| ---------- | -------------------------------------------------------------------------------------------------- |
| 501(c)(1)  | 根据国会法案成立的公司，包括联邦信用合作社 和国家农业贷款协会                                      |
| 501(c)(2)  | 免税组织的产权持有公司                                                                             |
| 501(c)(3)  | 宗教、教育、慈善、科学、文學、公共安全测试、促进国内或国际业余体育竞赛，或防止虐待儿童或动物的组织 |
| 501(c)(4)  | 公民联盟、社会福利组织和地方雇员协会                                                               |
| 501(c)(5)  | 劳工、农业和园艺组织                                                                               |
| 501(c)(6)  | 商业联盟、商会、房地产委员会                                                                       |
| 501(c)(7)  | 社交和娱乐俱乐部                                                                                   |
| 501(c)(8)  | 兄弟会受益社团和协会                                                                               |
| 501(c)(9)  | 自愿雇员受益协会                                                                                   |
| 501(c)(10) | 国内兄弟会社团和协会                                                                               |
| 501(c)(11) | 教师退休基金协会                                                                                   |
| 501(c)(12) | 慈善人寿保险协会、互助沟渠或灌溉公司、互助或合作电话公司及类似组织                                 |
| 501(c)(13) | 墓地公司                                                                                           |
| 501(c)(14) | 州特许信用合作社、互助储备基金                                                                     |
| 501(c)(15) | 相互保險公司或协会                                                                                 |
| 501(c)(16) | 为农作物经营提供资金的合作组织                                                                     |
| 501(c)(17) | 补充失业救济信托                                                                                   |
| 501(c)(18) | 雇员出资养老金信托（1959年6月25日之前设立）                                                        |
| 501(c)(19) | 武装部队现役或退役成员的岗位或组织                                                                 |
| 501(c)(20) | 团体法律服务计划组织                                                                               |
| 501(c)(21) | 黑肺病救济信托                                                                                     |
| 501(c)(22) | 提取责任支付基金                                                                                   |
| 501(c)(23) | 退伍军人组织（1880年之前成立）                                                                     |
| 501(c)(24) | 《雇员退休收入保障法案》第4049条信托                                                               |
| 501(c)(25) | 拥有多个母公司的房地产产权持有公司或信托                                                           |
| 501(c)(26) | 州政府赞助的为高风险个人提供健康保险的组织                                                         |
| 501(c)(27) | 州政府赞助的工人赔偿再保險组织                                                                     |
| 501(c)(28) | 国家铁路退休投资信托                                                                               |
| 501(c)(29) | 合格的非营利健康保险发行机构                                                                       |

## 一般合規
根据国内税收法第501章节，一个501(c)组织必须为不相关业务收入（即从该组织免税范围以外的事务中获得的收入）纳税， 无论它是否从中盈利，但这不包括出售获赠物品、由志愿者进行的商业交易或从某些宾果游戏中获得的收入。出售价值超过2500美元的捐赠物或接受价值超过5000美元捐赠物可能需要特别申请和备案。
注意"免税"并没有免除组织维护税务档案和填写税务表格的义务。在以前，每年总收入低于25000美元的组织一般不需要填写年度纳税表格；但从2008年开始，许多这样的组织必须每年填写一份叫做"电子明信片"（e-Postcard）的税务文件，否则可能失去免税资格。
没有填写美国国税局990表（享受所得税减免的组织税务表, ）之类税务表格的组织可能遭受每年最多250,000美元罚款。免税组织和政治组织（不包括教堂和相似宗教机构）必须公开税务表格、报告和相关免税文件以供公众查阅。
公众可以通过前往组织办公室，邮寄附有复映材料费用的书面请求或直接通过4506-A表 （供公众查阅或复制的政治组织税务表, ）向填写国税局990表格 （或类似表格如990-EZ, 990-PF）的免税组织查询其过去三个税务年的990表。4506-A表还允许公众查阅或复制免税组织的1023表（免税待遇申请表, ）或1024表、8871表 （政治组织527条款状态公告, ）和8872表 （政治组织接受献金和开支表, ）。
联邦法律要求免税组织必须填写这样的表格并向公众开放。

## 501(c)(4)
501(c)(4)免税待遇给予公民联盟、致力于提高社会福利组织或限定于某个公司或某个地域的，净收入专门用于慈善、教育或娱乐目的的雇员协会或地方协会。与501(c)(3)组织不同的是501(c)(4)类型组织在游说立法机关、参与政治运动和选举等方面不受限制。

### 引用
1. ↑   (PDF). 美國國稅局: 65–66.   [2021-08-30]. （原始内容 (PDF)存档于2020-05-11）.
2. ↑   (PDF). 美國國稅局.   [2021-08-30]. （原始内容 (PDF)存档于2016-10-10）.
3. ↑  Rev. Rul. 89-94 的存檔，存档日期March 27, 2022，., 1989–2 C.B. 233.
4. ↑  1939年国内税收法典（英语：Internal Revenue Code of 1939）. Section 101(15).
5. ↑   (PDF). 1986 EO CPE Text. Internal Revenue Service. 1986  [July 2, 2012]. （原始内容存档 (PDF)于March 16, 2022）.
6. ↑  Ziffner, Yosef (June 25, 2019). "Legal Structuring for Nonprofit Organizations: Creating Systems, Affiliates, and Subsidiaries". Venable LLP（英语：Venable LLP）.
7. ↑  .   [2009-10-10]. （原始内容存档于2009-05-30）.
8. ↑  Bingo Games,美国国内税收法 (Internal Revenue Code) § 513(f) （页面存档备份，存于）条款中定义的与宾果游戏规则和过程相似的商业活动
9. ↑  .   [2009-10-10]. （原始内容存档于2009-10-14）.
10. ↑  例如国内税收法§ 6033 （页面存档备份，存于）和§ 6050(L) （页面存档备份，存于）条款中规定的组织需要填写的税务文件
11. ↑  Internal Revenue Bulletin 23, 1982, exercising国内税收法§ 6033(a)(2)(B) （页面存档备份，存于）
12. ↑  . Irs.gov.   [2009-05-28]. （原始内容存档于2009-05-05）.
13. ↑  国内税收法§ 6652 （页面存档备份，存于）和§ 6164 （页面存档备份，存于）条款
14. ↑  国内税收法, § 501(c)(4)(A) （页面存档备份，存于）
15. ↑  . T-tlaw.com.   [2009-05-28]. （原始内容存档于2009-06-24）.